# Rozwiązanie akcji
Rozwiązanie akcji – w literaturze - końcowy etap rozwoju fabuły przynoszący rozstrzygnięcie (finał, konsekwencja przebiegu akcji). Następujące zaraz po punkcie kulminacyjnym i zwykle stanowi rozstrzygnięcie wszystkich wątków - np. ostateczne rozwiązanie konfliktu, osiągnięcie celu lub klęska bohatera.